# Трудный ребёнок 3
«Трудный ребёнок 3» (англ. Problem Child 3: Junior in Love) — американский телефильм. В третьей части заменены все актёры на других, кроме мистера Пибоди, Мёрфа и Большого Бэна. Премьера фильма состоялась на канале NBC 13 мая 1995 года. Это единственный фильм серии, не получивший проката в кинотеатрах. По сюжету фильм полностью игнорирует историю второго фильма и частично первого фильма. Фильм совершенно не объясняет, насколько Большой Бен по-прежнему богат, поскольку никогда не упоминается его новая жена ЛаВанда Дюмор, и как мистер Пибоди превратился из директора школы в дантиста. Поэтому фильм является не триквелом, а риквелом первой части. 
Фильм получил крайне негативные отзывы от зрителей и критиков.

## Сюжет
Малыш Джуниор учится в начальной школе и с трудом поддаётся воспитательному процессу. Учительница считает маленького хулигана исчадием ада. Вдруг, неожиданно для всех и для себя, когда он пошел на танцы, мальчишка влюбляется в одноклассницу по имени Тиффани. Но девочка его даже не замечает, а главный герой не может нормально с ней заговорить. Зато она весьма благосклонна к трём другим мальчикам, его постоянным соперникам. Это означает только одно — войну! У него в запасе есть масса средств, чтобы доказать, что он самый лучший. Но ничего не получается, ведь его на самом деле не сильно интересуют увлечения его врагов. Но в конце фильма он наконец смог завести диалог с Тиффани, но после непродолжительного разговора Джуниор разочаровывается в ней. Он разыгрывает ее, привязывая ленту на ее платье к статуе, и когда она идет вперед, оно срывается. В нижнем белье, смущенная, она выбегает в слезах, и Берта, обвиняя Джуниора, гонится за ней. Мальчик находит более добрую девочку, одетую как ведьма. Фильм завершается крупным ракурсом танцев всех одноклассников главного героя и отца с его новой любовью.

## В ролях
- Уильям Кэтт — Бен Хили
- Джастин Чэпман — Джуниор
- Дженнифер Оглтри  — Тиффани
- Шерман Ховард — скаутмастер Флим
- Кэролин Лоури — Сара Крэй
- Блэйк МакАйвер Ивинг — Корки
- Брук Пирс — Дюк
- Джейк Ричардсон — Блэйд
- Гилберт Готтфрид — доктор Пибоди
- Джек Уорден — Большой Бен Хили
- Эллен Альбертини Доу — Лайла Дювэйн
- Мариан Мюллерлайл — мисс Хикс
- Брюс Морроу — мистер Бёртис
- Жаклин Обрадорс — Кончита
- Келли Тэкер — медсестра Кики
- Эрик Эдвардс — Мёрф / Берта

## Выпуск
Фильм так и не получил релиза в домашних СМИ в Северной Америке, но имеет 2 региона выпуска на DVD.

## Критика
Фильм получил крайне негативные отзывы от зрителей и критиков. Фильм ругали за замену актеров и отсутствие связи с предыдущими фильмами.